# Вардина
Ва̀рдина или Ва̀рдена (на гръцки: Βάρδινα, Βάρδενα) е вторият по височина връх в планината Боздаг (на гръцки Фалакро), Гърция, след Свети Илия (Профитис Илияс). Висок е 2194 m над морското равнище.

## Етимология
Според Йордан Н. Иванов името на върха произлиза от глагола ва̀рдя и наставката -ина във връзка със стража – охрана, подобно на значението на Небèт тепè в Пловдив.